# Professeur Chaos
Cet article concerne l’épisode. Pour les autres significations, voir Butters Stotch.
Professeur Chaos (Professor Chaos en version originale) est le sixième épisode de la sixième saison de la série animée South Park, ainsi que le 85e épisode de l'émission.
Dans la série, il s’agit également du nom de super-vilain de Butters.

## Synopsis
Au comble du désespoir pour s’être fait virer de la bande, Butters se crée un alter ego maléfique qui menace de détruire le monde. Pendant ce temps, Stan, Kyle et Cartman tentent de remplacer Kenny en élisant « le nouveau quatrième pote ».